# Ibuprofen
Ibuprofen (skraćeno od starije nomenklature: izo-butil-propan-fenolska kiselina) je lijek koji spada u skupinu nesteroidnih protuupalnih lijekova, prvobitno distribuiran kao Brufen, a kasnije pod mnogobrojnim trgovačkim nazivima. Koristi se za ublažavanje simptoma artritisa, primarne dismenoreje (bolne menstruacije), groznice, te kao analgetik, posebno kada je prisutna i upalna komponenta. Poznato je da ibuprofen ima i svojstvo da smanjuje nastajanje krvnih ugrušaka, iako je vrlo blag i ima kraće vrijeme djelovanja u odnosu na aspirin i druge poznate antikoagulantske lijekove. Ibuprofen je stavljen na popis esencijalnih lijekova Svjetske zdravstvene organizacije

## Povijest
Ibuprofen je razvijen tijekom 1960-ih od tvrtke Boots Group. Otkrio ga je Stewart Adams, u suradnji sa svojim kolegama John Nicholsonom i Colin Burrows, a patentirao ga je 1961. Najprije se počeo primjenjivati pri terapiji reumatoidnog artritisa u UK 1969., a 1974. i u SAD. Doktor Adams je prvobitno testirao ibuprofen dajući ga pacijentima nakon konzumiranja alkohola. Za svoje zasluge, odlikovan je Redom Britanskog Carstva 1987. godine, dok je Boots Group odlikovana Kraljičinom nagradom za tehnološki napredak.

## Osobine
Ibuprofen je bijeli kristalni prah ili bezbojna kristalna supstanca. Gotovo je topljiv u vodi, a dobro se otapa u acetonu, metanolu i metilen kloridu. Otapa se i u razblaženim otapalima alkalnih hidroksida i karbonata.

## Uporaba
Ibuprofen u manjim dozama (200 mg, a ponegdje i 400 mg) je dostupan u prodaji bez liječničkog recepta (eng. over the counter) u većini zemalja. Trajanje njegovog djelovanja, u ovisnosti od primijenjene doze, iznosi od 4 do 8 sati, što je mnogo duže nego navedeno biološko poluvrijeme izlučivanja. Preporučena doza varira u zavisnosti od tjelesne mase i indikacija. U općem smislu, oralna doza iznosi od 200 do 400 mg (5 – 10 mg/kg tjelesne mase kod djece) svakih 4 - 6 sati, kao dodatak uobičajenoj dnevnoj dozi od 800 do 1200 mg. Smatra se da maksimalna dnevna doza iznosi 1200 mg bez liječničkog recepta, dok se u bolničkim uslovima može povećati do 3200 mg, ponekad postepeno povećavajući doze po 600 do 800 mg.
Ibuprofen je dostupan i kao lijek za lokalnu (topičku) upotrebu, bilo da se aplicira preko kože, a rabi se kod ozljeda pri športu, a i manji je rizik od gastrointestinalnih problema. Primjenjuje se i u obliku gela ili oralne suspenzije.

### Ostala i eksperimentalna uporaba
- Kao i kod drugih lijekova iz ove skupine, ibuprofen može biti koristan pri terapiji teških stanja ortostatičkog niskog krvnog tlaka (hipotenzije)[5]
- Neke studije su pokazale da je ibuprofen pokazao bolje rezultate u odnosu na placebo kod profilakse Alzheimerove bolesti, kada se daje u malim dozama tijekom dugog perioda.[6] Daljnje studije su neophodne za potvrde navedenih rezultata prije nego što se ibuprofen može koristiti za ovu indikaciju.
- Primjena ibuprofena mogla bi smanjiti rizik od Parkinsonove bolesti te je može odložiti ili čak spriječiti. Aspirin, paracetamol i drugi nesteroidni antiupalni lijekovi ne pokazuju slična svojstva.[7] Neophodna su daljnja istraživanja da bi se potvrdilo ovo djelovanje ibuprofena.

### Ibuprofen lizin
U Europi, Australiji i Novom Zelandu, rabi se ibuprofen lizin (ibuprofen lizinat, lizinska sol ibuprofena), pri terapiji istih ili sličnih stanja kao i ibuprofen. Lizinska sol povećava topljivost ibuprofena u vodi, te na taj način omogućava da se lijek primijeni intravenozno. Studije su pokazale da ibuprofen-lizin mnogo brže počinje djelovati u odnosu na osnovni ibuprofen
Ibuprofen lizin pokazuje indikacije zatvaranja otvora ductus arteriosus kod prijevremeno rođenih novorođenčadi koji teže od 500 do 1500 grama, a nisu navršila 32 tjedna gestacije. U takvim slučajevima koristi se ibuprofen lizin, kada uobičajena sredstva nisu učinkovita (kao što su: diuretici, podrška respiraciji i sl.).  U skladu s ovom indikacijom, ibuprofen lizin je efektivna alternativa intravenoznom indometacinu, te se smatra da bi mogao imati prednosti u pogledu funkcioniranja bubrega.

## Način djelovanja
Ibuprofen je nesteroidni protuupalni lijek za koji se vjeruje da djeluje putem inhibicije ciklooksigenaze (COX), tako da inhibira sintezu prostaglandina. Postoje najmanje dvije varijante ciklooksigenaze: COX-1 i COX-2. Ibuprofen inhibira obje ove varijante. Vjeruje se da njegova analgetička, antipiretička i protuupalna svojstva i djelovanje dolaze upravo zbog inhibicije COX-2; dok je inhibicija COX-1 odgovorna za njegovo neželjeno djelovanje i efekte na agregaciju trombocita te sluznice probavnih organa.
Treba spomenuti da je uloga individualnih formi ciklooksigenaze pri analgetičkim, antiupalnim i gastritičkim efektima nesteroidnih antiupalnih lijekova, predmet oštre, dugotrajne debate. Neke nedavne studije pokazale su da selektivna inhibicija COX-1 ima snažnije analgetičke efekte zajedno s manjim ili nikakvim gastritičnim problemima u odnosu na selektivnu COX-2 inhibiciju.

## Nuspojave
Ibuprofen pokazuje najmanje nusopojava na gastrointestinalni sistem od svih neselektivnih nesteroidnih antiupalnih lijekova. Međutim, to se odnosi samo na manje doze ibuprofena, tako da su preparati na bazi ibuprofena u slobodnoj prodaji općenito ograničeni na maksimalnu dnevnu dozu od 1200 mg.
Uobičajene neželjene nuspojave uključuju: mučninu, probavne smetnje, krvarenje u probavnim organima, posebno kod pacijenata s ulkusom (čirom), povišen nivo enzima u jetri, dijareju,  krvarenje iz nosa, glavobolju, vrtoglavicu, neobjašnjivo crvenilo po koži, retenciju soli i fluida te povišen krvni pritisak.
U neželjene efekte koje se rjeđe javljaju spadaju: ulceracija jednjaka (čir na jednjaku), smetnje u radu srca, hiperkalemija, smetnje u radu bubrega, konfuzna stanja, bronhospazm i osip. Veoma rijetko se može pojaviti i Stevens-Johnson sindrom.

### Fotoosjetljivost
Kao i kod drugih lijekova iz ove skupine, otkriveno je da je ibuprofen fotosenzitivan. Međutim, ovaj efekt je daleko manji kod ibuprofena te se on smatra daleko slabijim fotosenzitivnim sredstvom u usporedbi s drugim lijekovima - derivatima 2-arilpropionske kiseline. Ovo je iz razloga što molekula ibuprofena ima samo jednu fenil grupu te nema konjugiranih veza, što daje vrlo slab kromoforni sustav i vrlo slab apsorpcioni spektar koji ne zalazi do spektra vidljive svjetlosti.

### Kardiovaskularni rizik
Zajedno s mnogim drugim nesteroidnim antiupalnim lijekovima, ibuprofen ima implikacije za povišeni rizik od srčanog infarkta, naročito kod kroničnih pacijenata koji rabe veće doze.

## Stereokemija
Ibuprofen, kao i drugi derivati 2-arilpropionata (uključujući ketoprofen, flurbiprofen, naproksen i dr.), sadrži kiralni atom ugljika na α-poziciji propionske polovine molekule. U skladu s tim, postoje dva moguća enantiomera ibuprofena, s potencijalno različitim biološkim efektima i metabolizmom svakog od enantiomera.
U praksi se pokazalo da je (S)-(+)-ibuprofen (deksibuprofen) aktivna varijanta lijeka kako in vitro tako i in vivo. Logično bi bilo da postoji potencijal za poboljšanje selektivnosti i potencijala ibuprofena tako da se upotrijebi samo jedan, aktivni enantiomer ibuprofena (kao što je to slučaj kod naproksena).
Međutim, testovi in vivo su otkrili postojanje enzima izomeraze (2-arilpropionil-CoA epimeraza) koja pretvara (R)-ibuprofen u aktivni (S)-enantiomer. Usprkos svemu, zbog visokih troškova i trivijalnosti pravljenja čistog enantiomera, nastavljeno je daljnja uporaba racemičkih mješavina.
|               |               |
|               |               |
|               |               |
| (R)-ibuprofen | (S)-ibuprofen |

## Toksikologija
Predoziranje ibuprofenom je postalo sve češće od kada je on pušten u slobodnu prodaju. Postoje mnogobrojni zabilježeni slučajevi predoziranja u medicinskoj literaturi, iako je učestalost smrtonosnih komplikacija izazvanih ibuprofenom vrlo mala. Odgovor ljudskog organizma na predoziranje ibuprofenom je u ogromnom rasponu od potpunog izostajanja simptoma do smrtonosnog izhoda usprkos tretmanu pod uvjetima intenzivne njege.
Većina simptoma je uzrokovana prekomjernom farmakološkom akcijom ibuprofena, što uključuje bol u abdomenu, mučninu, povraćanje, pospanost, vrtoglavicu, glavobolju, tinitus i nistagmus (drhtanje očne jabučice). Rjeđe se javljaju teži simptomi poput krvarenja u probavnim organima, konvulzuje, metaboličke acidoze, hiperkalemije, hipotenzije, bradikardije, tahikardije, atrijalne fibrilacije, kome, disfunkcije jetre, akutnog poremećaja rada bubrega, cijanoze, hipoventilacije i infarkta. Jačina simptoma varira od uzete doze i proteklog vremena od uzimanja, iako osjetljivost svake osobe igra najvažniju ulogu. Uglavnom, većina simptoma kod predoziranja ibuprofenom slična je kao i kod drugih lijekova iz ove grupe.
Postoji vrlo mala korelacija između intenziteta simptoma i izmjerenih nivoa ibuprofena u plazmi. Efekti trovanja kod doza ispod 100 mg/kg tjelesne mase su rijetki, ali mogu biti vrlo izraženi u dozama iznad 400 mg/kg; ipak visoke doze ne pokazuju da bi klinički tije bio smrtonosan. Gotovo je nemoguće precizno odrediti smrtonosnu dozu ibuprofena, jer ona ovisi od starosti, tjelesne težine i prisutnih bolesti kod svakog pacijenta.
Terapija je u najvećoj mjeri simptomatična. U ranijim znanstvenim radovima predlagala se dekontaminacija želuca. Ona se provodila uz uporabu aktivnog ugljena, koji apsorbira lijek prije nego što on dođe u tjelesnu cirkulaciju. Ispiranje želuca se danas rijetko rabi. Izazivanje povraćanja nije preporučljivo. U najvećem broju slučajeva prekomjero oralno uzimanje ibuprofena prouzrokuje samo blage efekte, te je menadžment predoziranja relativno jednostavan. Potrebne su hospitalizacija, standardne mjere u održanju normalnog izlučivanja urina, te nadgledanje renalne (bubrežne) funkcije. Pošto ibuprofen po svojoj prirodi ima kisele osobine te se izlučuje putem urina, teoretski je poželjna nasilna alkalna diureza. Međutim, zbog činjenice da se ibuprofen jako veže za proteine u krvi, lijek se minimalno izlučuje preko bubrega i to nepromijenjen. Iz tog razloga uspjeh nasilne alkalne diureze je značajno ograničen. Može se preporučiti simptomatička terapija za hipotenziju, krvarenje u gastrointestinalnom sistemu, acidoza i zatrovanje bubrega. Često je neophodno i promatranje pacijenta na odjeljenju intenzivne njege u trajanju od nekoliko dana. Ako osoba preživi akutno trovanje, obično se ne javljaju nikakvi zaostali poremećaji niti su problemi recidivni.

## Dostupnost
Ibuprofen je dostupan uz liječnički recept u UK od 1969. a u SAD od 1974. U narednim godinama, dobar tolerancijski profil zajedno s ekstenzivnim iskustvom u praksi rezultiralo je puštanjem u slobodnu prodaju manjih doza ibuprofena bez liječničkog recepta, u mnogim zemljama svijeta, tako da se on danas može pronaći u mnogim nefarmaceutskim, komercijalnim i specijaliziranim prodavnicama i supermarketima.
Ranije je u Ujedinjenom Kraljevstvu postojalo ograničenje u maksimalnoj količini ibuprofena koja se mogla nabaviti bez liječničkog recepta; i to 2 pakovanja od 16 tableta po 200 mg ili 1 pakovanje od 8 ili 16 tableta po 400 mg. Ovo drugo pakovanje je kasnije bilo mnogo rjeđe u slobodnoj prodaji. U SAD-u, Administracija za lijekove i hranu (engl. Food and Drug Administration) je dozvolila slobodnu prodaju ibuprofena od 1984. U nekim zemljama poput Španjolske, dostupne su visoke doze od 600 mg. U Njemačkoj u slobodnoj prodaji može se naći doze od 400 mg, dok su pakovanja od 600 i 800 mg dostupna uz recept. U Meksiku dostupne su pakovanja i do 800 mg po tableti.

## Trgovačka imena
- Act-3,
- Advil,
- Algofren (Grčka),
- Alivium (Brazil),
- Arthrofen (Velika Britanija),
- Bonifen (Slovenija),
- Brufen (Srbija, Indija, Pakistan, Portugal, Južna Koreja, Velika Britanija, Novi Zeland),
- Blokmax (Makedonija),
- Brufen Retard (Velika Britanija),

- Burana (Finska),
- Calprofen (Velika Britanija),
- Dalsy (Brazil),
- Dolgit (Austrija, Njemačka, Češka i Turska)
- Doloraz (Jordan),
- Dolormin (Njemačka),
- Dorival,
- Ebufac (Velika Britanija),
- Espidifen (Španjolska),
- Eve (Japan),
- Fenbid (Velika Britanija),
- Fenpaed (Irska i Velika Britanija),
- Galprofen (Velika Britanija),
- Hedex (Kenija i Uganda),
- Herron Blue (Australija),
- i-profen (Novi Zeland),
- Ibalgin (Češka i Slovačka),
- Íbúfen (Island),
- Ibugel (Velika Britanija),
- IbuHEXAL,
- Ibuleve (Velika Britanija),
- Ibumetin (Austrija, Danska, Švedska i Latvija)
- Ibuprom (Poljska),
- Ibuprofen (Njemačka, Austrija i Latvija),
- Ibusal (Finska),
- Ibumax (Finska),
- Ibu-Vivimed (Austrija i Njemačka)
- Ibux (Norveška),
- IBU-Ratiopharm (Njemačka),
- Ipren (Danska i Švedska),
- Moment (Italija),
- Motrin (Kanada, Velika Britanija i SAD),
- Neofen (Hrvatska),
- Norvectan (Španjolska),
- Nuprin,
- Nureflex, (Austrija)
- Nurofen (Njemačka, Francuska, Bugarska, Irska, Turska, Australija, Rusija, Velika Britanija, Novi Zeland, Izrael, Rumunjska, Cipar),
- Orbifen (Velika Britanija),
- Panafen,
- Perifar (Urugvaj),
- Rimafen (Velika Britanija),
- Speedpain NANO (Južna Koreja)
- Spidifen (Belgija)

## Vanjske poveznice
- Američka državna medicinska biblioteka: MedlinePlus Informacije o lijekovima: Ibuprofen
- Odjeljenje za kemiju Sveučilišta u Bristolu - o ibuprofenu
- Model
- Nurofen UK Website
- Podaci o ibuprofen lizinu na www.chemblink.com

|  | Molimo pročitajte upozorenje o korištenju medicinskih informacija. Ne provodite liječenje bez savjetovanja s liječnikom! |